# Macanal (ort)
Macanal är en ort i Colombia.   Den ligger i departementet Boyacá, i den centrala delen av landet, 90 km öster om huvudstaden Bogotá. Macanal ligger 1 674 meter över havet och antalet invånare är 734. Den ligger vid sjön Embalse de Chivor.
Terrängen runt Macanal är bergig söderut, men norrut är den kuperad. Runt Macanal är det glesbefolkat, med 18 invånare per kvadratkilometer. Närmaste större samhälle är Garagoa, 13,2 km norr om Macanal. I omgivningarna runt Macanal växer i huvudsak städsegrön lövskog.